# Liste unvollendeter Bauwerke

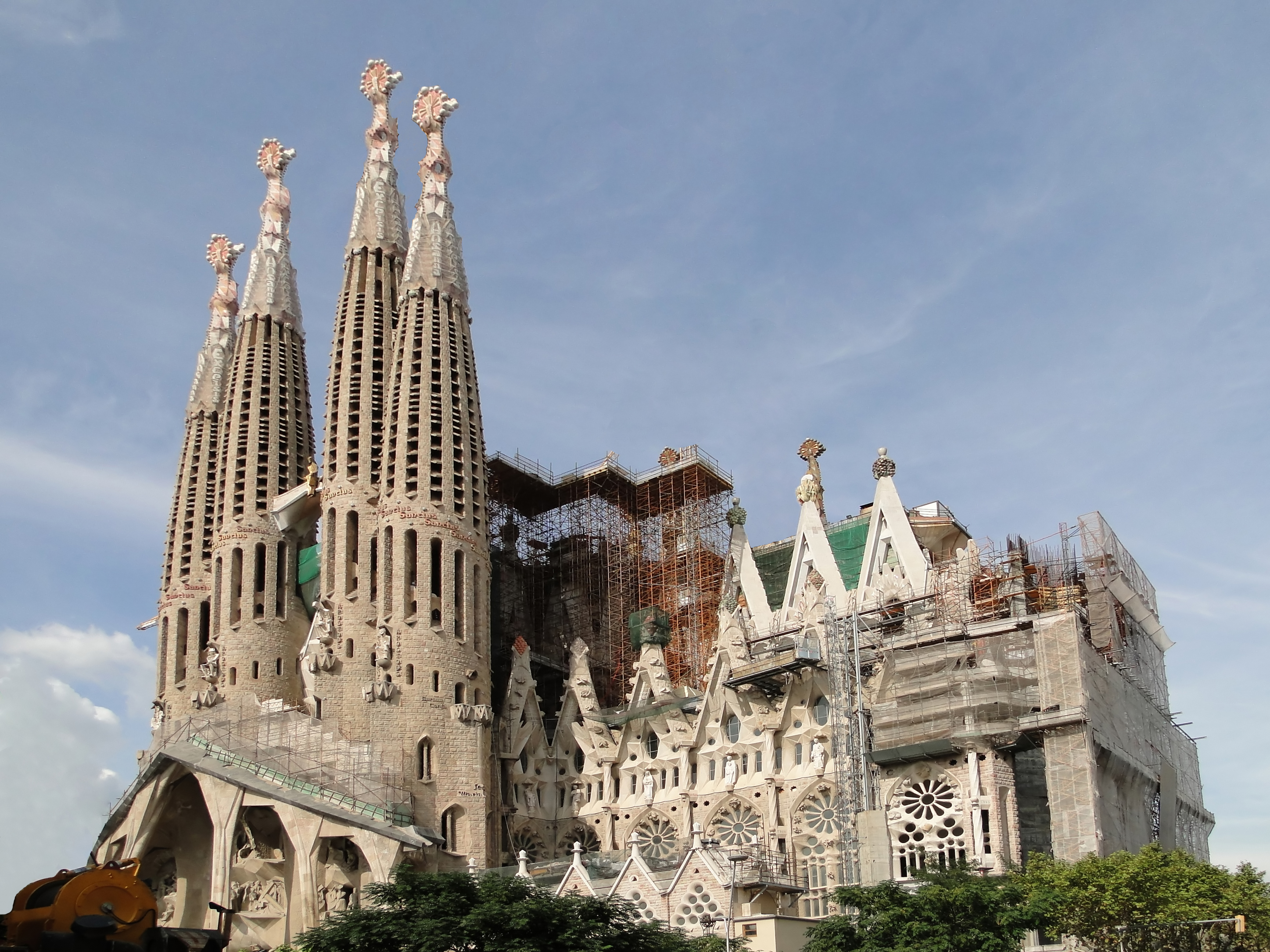
Westseite der Dauerbaustelle Sagrada Familia, Barcelona, Spanien

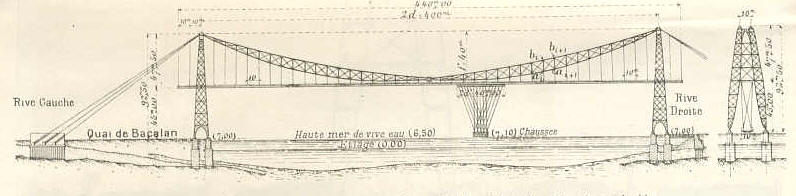
Bauplan der Schwebefähre in Bordeaux

Die Liste unvollendeter Bauwerke führt bedeutende Bauwerke auf, die nicht vollendet wurden und deren Vollendung realistischerweise auch nicht mehr erwartet wird. In dieser Liste werden nur Bauwerke verzeichnet, die:
- einen sichtbaren Baubeginn aufweisen, und
- eine bemerkenswerte Geschichte besitzen, zu der es Rezeption gibt, und
- über die in überregionalen Medien anhaltend berichtet wurde.

## Teilweise fertiggestellte Bauwerke
Es gibt zahlreiche unfertige Gebäude, die in Ländern auf der ganzen Welt errichtet wurden, von denen jedoch einige in ihrem unvollständigen Zustand verwendet werden können, während andere nur als Bauruine verbleiben. Einige Projekte bleiben absichtlich unvollendet, insbesondere Follies des späten 16. bis 18. Jahrhunderts.
Einige Gebäude befinden sich in einem nahezu unbefristeten Produktionszyklus, dessen Arbeiten Jahrzehnte oder sogar Jahrhunderte dauern.
Eines der bekanntesten noch immer unvollständigen Gebäude ist die Basilika Sagrada Família von Antoni Gaudí in Barcelona. Der Baubeginn war 1882 und das Werk sollte bis 2026, dem hundertsten Todestag von Gaudi und fast 150 Jahre nach Grundsteinlegung, fertiggestellt sein.
Durch die Corona-Pandemie wurde die Fertigstellung bis voraussichtlich 2033 verzögert.
Die Arbeiten wurden bereits durch den Spanischen Bürgerkrieg verzögert, bei dem die ursprünglichen Modelle und Teile des Gebäudes zerstört wurden. Obwohl die Basilika unvollständig ist, ist sie mit 1½ Millionen Besuchern pro Jahr das beliebteste Touristenziel in Barcelona. Gaudí hat 40 Jahre seines Lebens damit verbracht, das Projekt zu leiten und ist in der Krypta begraben. Jahrhundertelange Bauzeiten von Sakralbauten sind allerdings nicht unüblich: Der Bau des Kölner Doms etwa begann 1248 und endete nach langen Zeiten des Baustillstandes 1880.

### Sakralbauten
|  | Italien |

|  | Nordrhein-Westfalen |

|  | Heiliges Römisches Reich |

|  | Deutschland |

|  | Vereinigte Staaten |

|  | Kastilien-La Mancha |

|  | Vereinigtes Königreich |

### Verkehrsprojekte
Viele Bauprojekte für den öffentlichen Personen- und Güterverkehr zu Land, Wasser und in der Luft wurden nicht wie geplant realisiert. Entweder wurde der Bau nie begonnen oder bisher nicht wie vorgesehen vollendet. Somit sind diese Objekte nicht bzw. nur eingeschränkt nutzbar oder wurden inzwischen aufgegeben und in einigen Fällen entfernt.
|  | Vereinigte Staaten |

|  | Deutsche Demokratische Republik |

|  | Sowjetunion |

|  | Nordrhein-Westfalen |

|  | Bundesstaat Österreich |

|  | Tschecho-Slowakische Republik |

|  | Deutsches Reich |

|  | Provinz Brandenburg |

|  | Provinz Ostpreußen |

|  | Provinz Hannover |

|  | Rheinprovinz |

|  | Provinz Oberschlesien |

|  | Provinz Westfalen |

|  | Provinz Westfalen |

|  | Vereinigte Staaten |

|  | Russland |

|  | Rheinprovinz |

|  | Rheinland-Pfalz |

|  | Deutsches Kaiserreich |

|  | Deutschland |

|  | Nordrhein-Westfalen |

|  | Deutsches Kaiserreich |

|  | Provinz Ostpreußen |

|  | Ermland-Masuren |

|  | Oblast Kaliningrad |

|  | Deutsches Kaiserreich |

|  | Deutsches Reich |

|  | Sowjetunion |

|  | Russland |

|  | Minskaja Woblasz |

|  | Wizebskaja Woblasz |

|  | Russisches Kaiserreich |

|  | Belarussische Sozialistische Sowjetrepublik |

|  | Belarus |

|  | Südsudan |

### Arenen
|  | Deutsches Reich |

|  | Republik China (Taiwan) |

### Industrieanlagen
| Anlage                         | Position           | in                        | Land                        | Anmerkungen | |
| ------------------------------ | ------------------ | ------------------------- | --------------------------- | --- | --- |
| Bertzit-Turm                   | 51.47443 13.58215  | Kahla, Plessa Brandenburg | Deutsches Reich Deutschland | Der Turm wurde in den 1920er Jahren bei der Kohlentiefbaugrube Ada errichtet und war Teil einer Anlage zur Braunkohlenveredelung. Der Bau wurde nie vollendet und verblieb als Investitionsruine.                                                         | Berzitturm |
| Metallkombinat NKMZ Kramatorsk | 48.7551 37.5723    | Kramatorsk Oblast Donezk  | Ukrainische SSR Ukraine     | Der 1967 begonnene 100-m-Schornstein war Teil des Kesselhauses, dessen Bau Anfang der 90er Jahre wegen der Wirtschaftskrise eingestellt wurde. Die Arbeiten am teilerrichteten Schornstein wurden 1994 bei 95 m eingestellt. 2014 erfolgte die Sprengung. | Bild gesucht Die Wikipedia wünscht sich an dieser Stelle ein Bild vom Ort mit diesen Koordinaten 48.7551 37.5723 . Motiv: Unfertiger Schornstein NKMZ Falls du dabei helfen möchtest, erklärt die Anleitung , wie das geht. BW |
| Kraftwerk GRES-2               | 52.023972 75.47625 | Ekibastus, Pawlodar       | Kasachische SSR Kasachstan  | Kohlekraftwerk GRES-2 war mit acht Blöcken geplant, nur zwei Blöcke gingen 1990 und 1993 in Betrieb. Der Bau des dritten Blocks wurde 1990 begonnen, aber wieder abgebrochen. Auf vielen Bildern des Kraftwerks GRES-2 ist daher ein Kran zu sehen.       | GRES-2 |

### Kernenergie
|  | Nordrhein-Westfalen |

|  | Rheinland-Pfalz |

|  | Oberpfalz |

|  | Bayern |

|  | Mecklenburg-Vorpommern |

|  | Sachsen-Anhalt |

### Energietransport
| Bauprojekt                               | Position                   | in                                                                        | Land                                        | Anmerkungen | |
| ---------------------------------------- | -------------------------- | ------------------------------------------------------------------------- | ------------------------------------------- | --- | --- |
| Umspannwerk Wolmirstedt HGÜ-Kurzkupplung | 52.2725 11.636111          | Wolmirstedt Sachsen-Anhalt                                                | DDR Deutschland                             | In den 1980er Jahren war ein bidirektionaler Energieaustausch über eine Hochspannungs-Gleichstrom-Übertragung (HGU)-Kurzkupplung vorgesehen. Der Ausbau begann 1989. Nach der Grenzöffnung, die Stromrichterhalle war bereits im Rohbau fertig, wurden die Stromnetze Ost- und Westdeutschlands synchronisiert und der Betrieb im April 1990 eingestellt. | Rohbau HGÜ-Kurzkupplung |
| Elbe-Projekt                             | ↔                          | Vockerode ↔ Marienfelde                                                   | Deutsches Reich                             | 1941 wurde beschlossen, eine bipolare Erdkabelleitung zwischen dem Kraftwerk „Elbe“ und dem Industriegebiet Marienfelde zu bauen. Im August starteten die Arbeiten. Die Hochspannungsleitung ging infolge der Kriegsereignisse nie in Betrieb. | Kabel der HGÜ |
| HGÜ Ekibastus-Zentrum                    | ↔                          | Ekibastus ↔ Tambow                                                        | Sowjetunion                                 | Seit 1978 unvollendete Anlage zur HGÜ zwischen Kasachstan und Russland, mit deren Konstruktion 1978 begonnen wurde. Es sollte mit 2.414 km die Längste der Welt werden. | Bild gesucht Die Wikipedia wünscht sich an dieser Stelle ein Bild vom Ort mit diesen Koordinaten 51.861731 47.002361 . Motiv: unvollendete Hochspannungsleitung Wolgakreuzung Falls du dabei helfen möchtest, erklärt die Anleitung , wie das geht. BW |
| South Stream                             | ↔                          | Anapa Region Krasnodar ↔ Warna Oblast Warna                               | Russland Bulgarien                          | 2009 wurde das Bauabkommen der Pipeline 931 km durch das Schwarze Meer unterzeichnet. 2014 wurde das Projekt nach der Annexion der Krim durch Russland eingestellt. | Gasröhrenlager Warna |
| Nabucco-Pipeline                         | ↔                          | Erzurum ↔ Baumgarten Niederösterreich                                     | Türkei Bulgarien Rumänien Ungarn Österreich | Vor 2002 geplante Erdgas–Pipeline von Aserbaidschan zum EU-Verteilerzentrum Österreich. Obwohl die EU das Projekt stark unterstützte, gab es unter den beteiligten Staaten keine Einigkeit. 2013 wurde das Projekt eingestellt. | Projektplan |
| Burgas-Alexandroupolis-Ölpipeline        | ↔                          | Burgas Oblast Burgas ↔ Alexandroupoli \| \| Ostmakedonien und Thrakien \| | Bulgarien Griechenland                      | 262 km lange Öl-Pipeline zur Umgehung des Bosporus ab 2014. Durch Ausstieg Bulgariens 2011 gescheitert. | Mögliche Route der Ölpipeline Burgas-Alexandroupolis |
|                                          | Ostmakedonien und Thrakien |                                                                           |                                             | | |

### Türme
| Bauprojekt                | Position            | in                                                        | Land                   | Anmerkungen | |
| ------------------------- | ------------------- | --------------------------------------------------------- | ---------------------- | --- | --- |
| Watkin’s Tower            | 51.555556 -0.279444 | London England                                            | Vereinigtes Königreich | Der 1892–1894 nach dem Vorbild des Eiffelturms errichtete, 47 m hohe Turmstumpf wurde infolge von finanziellen und baulichen Schwierigkeiten 1907 abgerissen. Geplante Höhe: 350,5 m.                                                                                             | Watkin’s Tower |
| Fernsehturm Jekaterinburg | 56.8245 60.6092     | Swerdlowsk Russische SFSR Jekaterinburg Oblast Swerdlowsk | Sowjetunion Russland   | Wurde 1983 begonnen und gehörte mit geplanten 361 m zu den weltweit höchsten Investitionsruinen. Nach 1991, im Zusammenhang mit dem Zusammenbruch der Sowjetunion, gingen die finanziellen Mittel aus und der Turmbau wurde bei 220 m eingestellt. Der Turm wurde 2018 gesprengt. | Sprengung Fernsehturm Jekaterinburg |
| Fernsehturm Müggelberge   | 52.45 13.5667       | Müggelberge, Köpenick Berlin                              | DDR Deutschland        | 1952 geplanter, jetzt nur 31 m hoher Turm. Sollte ursprünglich der Berliner Fernsehturm werden. Aufgegeben, da er durch seine vorgesehene 130 m Höhe am Rande der Einflugschneise des Flugbetrieb Schönefelds die Flugsicherheit zu gefährden drohe.                              | Fernsehturm Müggelberge |
| Fernsehturm Belgorod      | 50.575421 36.580968 | Belgorod Russische SFSR Oblast Belgorod                   | Sowjetunion Russland   | Der 221 m hohe Bau begann 1996, wurde jedoch 2000 ausgesetzt. Inbetriebnahme 2013. | Fernsehturm Belgorod |
| Deutschlandsender III     | 51.716539 13.264314 | Herzberg (Elster) Brandenburg                             | Deutsches Reich        | 1939 in Betrieb genommener 337 m hoher Langwellen-Rundfunksender mit Erweiterungsplänen, Abbau nach Bombenschaden 1946/47. | Sendemast |
| Wardenclyffe Tower        | 40.947282 -72.8982  | Shoreham, Long Island New York                            | Vereinigte Staaten     | Nach Nikola Teslas Plan von 1898 wurde ab 1901 der Turm auf Long Island gebaut. Das Projekt erfüllte die Erwartungen nicht und der Turm wurde 1917 gesprengt. | Wardenclyffe Tower |
| Sender Galitsch           | 58.440833 42.628611 | bei Galitsch Russische SFSR Oblast Kostroma               | Sowjetunion Russland   | Unvollendete Sendeanlage für Hörfunk- und Fernsehprogramme; höchste Investitionsruine Europas; 2017 gesprengt. | Bild gesucht Die Wikipedia wünscht sich an dieser Stelle ein Bild vom Ort mit diesen Koordinaten 58.440833 42.628611 . Motiv: Sender Galitsch Falls du dabei helfen möchtest, erklärt die Anleitung , wie das geht. BW |

### Sonstige Gebäude/Anlagen

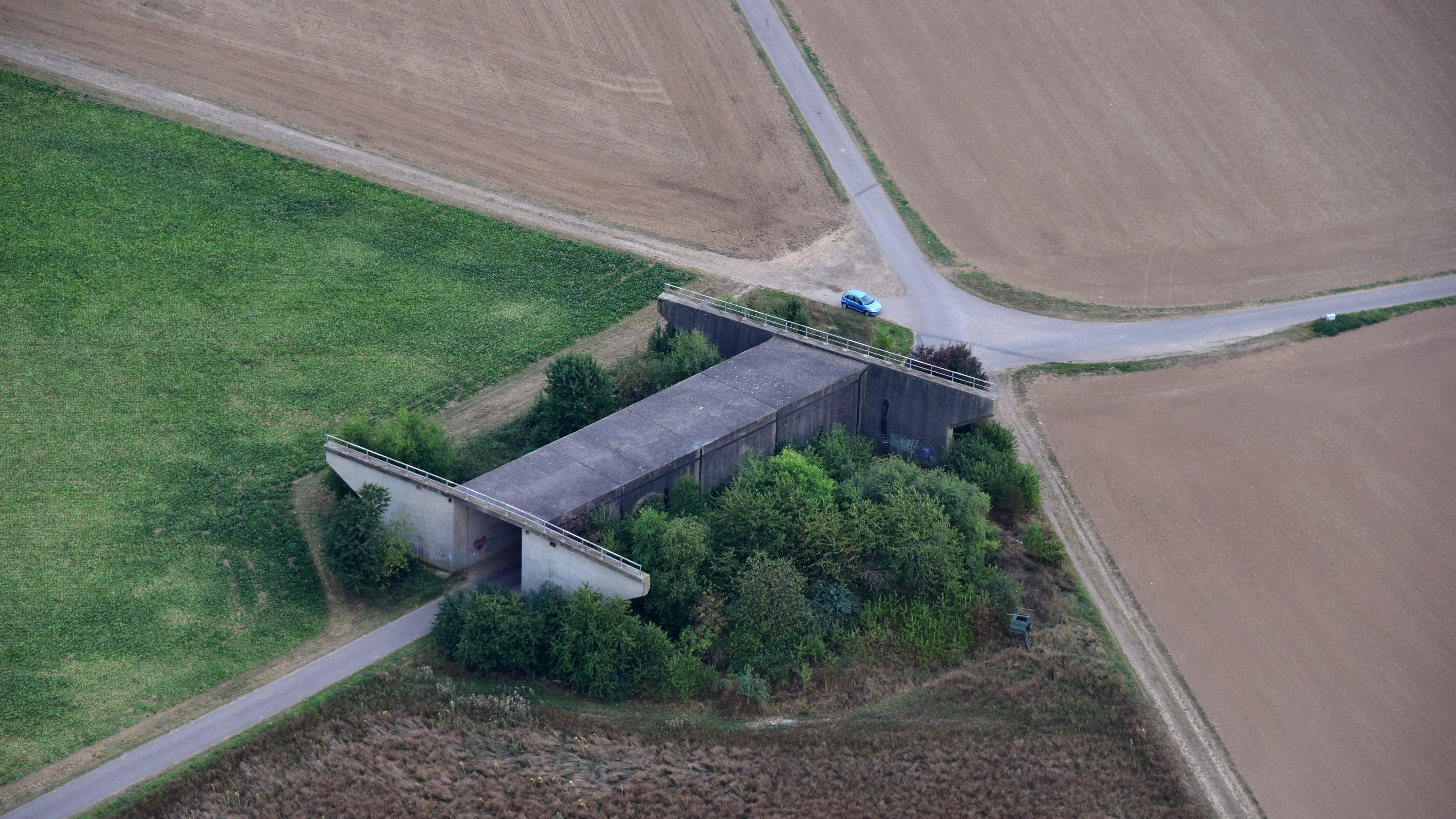
Investitionsruine So-da-Brücke von Euskirchen an der B56n bei Frauenberg

In vielen Fällen ist unklar, ob  das Projekt endgültig aufgegeben und der Bau evtl. abgerissen wird. Ein typisches Beispiel sind die umgangssprachlich „So-da-Brücken“ genannten Bauwerke. Diese stehen einfach nur „so da“, weil sie derzeit keinerlei Funktion erfüllen und mangels Zufahrten nicht benutzbar sind. Oft existieren sie nur noch, da ein Abriss unwirtschaftlich ist.
|  | Königreich Bayern |

|  | Deutsches Reich |

|  | Mecklenburg-Vorpommern |

|  | Deutsches Reich |

|  | Deutschland |

|  | Nordrhein-Westfalen |

|  | Rheinland-Pfalz |

|  | Provinz Niederschlesien |

|  | Woiwodschaft Lebus, |

|  | Deutsches Kaiserreich |

|  | Polen |

|  | Sowjetunion |

|  | Russland |

|  | Vereinigtes Königreich |

|  | Neuseeland |

|  | Vereinigte Staaten |

|  | Malaysia |

|  | Departamento de Bolívar |

|  | Venezuela |

|  | Kanada |

|  | Mexiko |

|  | Volksrepublik Bulgarien |

|  | Bulgarien |

| Bauprojekt           | Position              | in                              | Land                              | Anmerkungen | |
| -------------------- | --------------------- | ------------------------------- | --------------------------------- | --- | --- |
| Ryugyŏng-Hotel       | 39.03639 125.7306     | Taebo-dong, Pjöngjang           | Nordkorea                         | War zwischen 1992 und 2008 Baustelle. Wäre es planmäßig fertiggestellt worden, wäre es zu dieser Zeit das höchste Hotel der Welt gewesen. Offizielle Pläne weisen die Position des unfertigen Hotels nicht aus.                                                      | Ryugyŏng-Hotel |
| Ford-Automobilwerk   | 21.945356 -100.912655 | Villa de Reyes, San Luis Potosí | Mexiko                            | Autofabrik-Bauruine. Auf Initiative der Trump-Regierung wurde das milliardenschwere Projekt im Januar 2017 als Rohbau aufgegeben. Trump drohte mit hohen Strafzöllen für Importe aus Mexiko. In unmittelbarer Nachbarschaft sind z. B. riesige Werke von GM und BMW. | Bild gesucht Die Wikipedia wünscht sich an dieser Stelle ein Bild vom Ort mit diesen Koordinaten 21.945356 -100.912655 . Motiv: Villa de Reyes, Mexiko Falls du dabei helfen möchtest, erklärt die Anleitung , wie das geht. BW |
| Sathorn Unique Tower | 13.717222 100.515278  | Bangkok                         | Thailand                          | Wolkenkratzer-Bauruine (185 m, 49 Etagen), inzwischen eher als „Ghost Tower“ bekannt. Bau 1990 begonnen, 1997 als Rohbau eingestellt. | Sathorn Unique Tower |
| McCaig’s Tower       | 56.4156 -5.4691       | Oban (Argyll and Bute)          | Schottland Vereinigtes Königreich | Bauzeit 1897–1902, nie fertiggestellter Bau eines Monuments, angelehnt an das Kolosseum in Rom. Der Bau endete mit dem Tod des Bauherren, John Stuart McCaig. Es stehen nur die Außenmauern des ursprünglich geplanten Baus.                                         | Sathorn Unique Tower |
| Masdar               | 24.429 54.618         | \| \| Abu Dhabi \|              | Vereinigte Arabische Emirate      | Geplantes, jetzt unterbrochenes Ökostadt-Bauprojekt, das im Februar 2008 begonnen wurde. Finanz- und Strukturprobleme behindern eine Fertigstellung. | Masdar city |
| Goldin Finance 117   |                       | Tianjin                         | Volksrepublik China               | Wolkenkratzer-Bauruine (597 m, 128 Etagen), Bau 2008 begonnen, Endhöhe wurde im Jahr 2015 erreicht. Im Dezember 2015 wurden die Bauarbeiten eingestellt. | Masdar city |
|                      | Abu Dhabi             |                                 |                                   | | |